# Список наград и номинаций серии фильмов «Человек-паук» (2002–2007)
Серия фильмов о Человеке-пауке (2002—2007), также известная как «трилогия Сэма Рэйми» или «трилогия Тоби Магуайра», представляет собой супергеройскую кинофраншизу, состоящую из трёх фильмов, основанных на комиксах издательства Marvel Comics о Человеке-пауке с постоянным режиссёром и актёрским составом; в трилогию входят следующие фильмы: «Человек-паук» (2002), «Человек-паук 2» (2004) и «Человек-паук 3: Враг в отражении» (2007). За создание и дистрибуцию картин отвечала студия Columbia Pictures. Роль главного героя Питера Паркера исполнил Тоби Магуайр, в то время как Кирстен Данст сыграла девушку протагониста Мэри Джейн Уотсон, а Джеймс Франко перевоплотился в его друга / врага Гарри Озборна. В кинофраншизе фигурировали такие злодеи как: Зелёный гоблин (Уиллем Дефо), Доктор Осьминог (Альфред Молина), Песочный человек (Томас Хейден Чёрч) и Веном (Тофер Грейс). Также в серию фильмов перекочевали следующие персонажи комиксов: Мэй Паркер (Розмари Харрис), Бен Паркер (Клифф Робертсон), Джей Джона Джеймсон (Дж. К. Симмонс), Бетти Брант (Элизабет Бэнкс) и Гвен Стейси (Брайс Даллас Ховард).
У каждого фильма трилогии были высокие кассовые сборы, что делает их блокбастерами. Все части серии занимают 3-е место среди «самых кассовых фильмов» соответствующих лет, когда они были выпущены: в 2002 году «Человека-паука» превзошли фильмы «Властелин колец: Две крепости» и «Гарри Поттер и Тайная комната»; В 2004 году «Человек-паук 2» собрал меньше, чем картины «Шрек 2» и «Гарри Поттер и узник Азкабана»; в 2007 году «Человек-паук 3: Враг в отражении» уступил лидерство в прокате кинолентам «Пираты Карибского моря: На краю света» и «Гарри Поттер и Орден Феникса». «Человек-паук 3» собрал чуть менее $ 900 млн, что делает его наиболее прибыльным фильмом в серии. Среди самых кассовых фильмов в истории третья часть располагается на 73-м месте, первая на 91-м, а вторая на 105-м. Суммарные сборы франшизы составили около $ 2,5 млрд.
В то время как первые два фильма трилогии критики оценили положительно, заключительная часть получила смешанный приём. На агрегаторе рецензий Rotten Tomatoes рейтинг свежести «Человека-паука» составляет 90 % со средней оценкой в 7,6 баллов из 10 на основе 244 рецензий. «Человек-паук 2» был встречен с более восторженными отзывами от различных рецензентов, в результате чего фильм имеет самый высокий рейтинг — 93 % со средней оценкой 8,3 баллов из 10 на основе 275 рецензий. «Человека-паука 3» считается самым спорным проектом серии со средним рейтингом 63 % и оценкой 6,2 балла из 10 на основе 261 рецензий. Metacritic, который выставляет оценки на основе среднего арифметического взвешенного, дал фильму 59 баллов из 100 исходя из 40 отзывов. «Человек-паук 2» занял 3-е место среди «лучших супергеройских фильмов всех времён» по версии IGN и Time.
Фильмы трилогии Рэйми про Человека-паука получили различные награды и удостоились пяти номинаций на «Оскар»: двух за «Человека-паука» и трёх за «Человека-паука 2», причём последний взял премию за «лучшие визуальные эффекты» в 2005 году. Среди других наград были: две премии MTV из десяти номинаций, пять премий «Сатурн» из тринадцати номинаций и четыре премии Teen Choice Awards из пятнадцати номинаций. Также фильмы получили: одну номинацию на премию «Энни», пять номинаций на премию Британской киноакадемии, две номинации на «Грэмми» и десять номинаций на «Спутник». Ко всему прочему, фильмы франшизы одержали победу в трёх из десяти номинаций на премию Общества специалистов по визуальным эффектам, но в то же время не смогли завоевать ни одной из четырёх премий «Тауруса». Американский институт киноискусства назвал «Человека-паука 2» одним из лучших фильмов 2004 года.

## Человек-паук (2002)

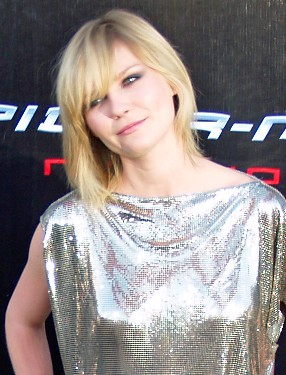
Кирстен Данст получила премию Empire и две премии MTV за роль Мэри Джейн Уотсон

3 мая 2002 года состоялась американская премьера первого фильма франшизы «Человек-паук» (2002). Он повествует о старшекласснике Питере Паркере (Тоби Магуайр), который, после приобретения сверхчеловеческих суперспобностей, начинает борьбу с преступностью Нью-Йорка в роли супергероя Человека-паука. Молодой человек дружит с одноклассником Гарри Озборном (Джеймс Франко) и испытывает чувства к другой однокласснице Мэри Джейн Уотсон (Кирстен Данст), которая живёт с ним по соседству. Критики хвалили «Человека-паука» как удачную адаптацию комиксов и приятный фильм в целом. Джо Моргенштерн из The Wall Street Journal счёл картину «необычайно хорошей» для своего жанра. За первую неделю проката первая часть трилогии собрала более $ 114,8 млн. Итоговые сборы «Человека-паука» превысили $ 820 млн.
Различные комитеты оценили визуальную и звуковую составляющую фильма, что вылилось в номинации на несколько премий, в том числе «Оскар». Дэнни Эльфмана получил награду BMI Film Music за «лучшую музыку». Чед Крюгер был номинирован на премии «Грэмми» и «Выбор критиков» за песню «Hero». По результатам зрительских голосований, Кирстен Данст была удостоена премий Empire и MTV за роль начинающей актрисы Мэри Джейн, вынужденной работать официанткой. Также она разделила победу с Тоби Магуайром за лучший поцелуй; тот, в свою очередь, был номинирован за лучшую мужскую роль на той же церемонии. Фильм получил четыре номинации на премию «Золотой трейлер» и ещё одну на премию «Таурус».
| Награда                 | Дата                 | Категория                                      | Номинант                                                                       | Результат |
| ----------------------- | -------------------- | ---------------------------------------------- | ------------------------------------------------------------------------------ | --------- |
| Оскар                   | 23 марта 2003 года   | Лучший звук                                    | Кевин О’Коннелл, Грег П. Расселл и Эд Новик                                    | Номинация |
| Оскар                   | 23 марта 2003 года   | Лучшие визуальные эффекты                      | Джон Дайкстра, Скотт Стокдик, Энтони ЛаМолинара и Джон Фрэзиер                 | Номинация |
| BMI Film and TV Awards  | 14 мая 2003 года     | Премия BMI Film Music                          | Дэнни Эльфман                                                                  | Победа    |
| BAFTA                   | 23 февраля 2003 года | Лучшие визуальные эффекты                      | Джон Дайкстра, Скотт Стокдик, Джон Фрэзиер и Энтони ЛаМолинара                 | Номинация |
| Выбор критиков          | 17 января 2003 года  | Лучшая песня                                   | Чед Крюгер («Hero»)                                                            | Номинация |
| Empire                  | 5 февраля 2003 года  | Лучшая актриса                                 | Кирстен Данст                                                                  | Победа    |
| Золотой трейлер         | 14 марта 2002 года   | Лучший экшн                                    | «Человек-паук»                                                                 | Номинация |
| Золотой трейлер         | 14 марта 2002 года   | Лучшая музыка                                  | «Человек-паук»                                                                 | Номинация |
| Золотой трейлер         | 14 марта 2002 года   | Лучшее шоу                                     | «Человек-паук»                                                                 | Номинация |
| Золотой трейлер         | 14 марта 2002 года   | Лучшая закадровая озвучка                      | «Человек-паук»                                                                 | Победа    |
| Грэмми                  | 23 февраля 2003 года | Лучший саундтрек для визуальных медиа          | Дэнни Эльфман                                                                  | Номинация |
| Грэмми                  | 23 февраля 2003 года | Лучшая песня для визуальных медиа              | Чед Крюгер («Hero»)                                                            | Номинация |
| Хьюго                   | 30 августа 2003 года | Лучшая постановка                              | «Человек-паук»                                                                 | Номинация |
| Kids’ Choice Awards     | 12 апреля 2003 года  | Любимый фильм                                  | «Человек-паук»                                                                 | Номинация |
| Kids’ Choice Awards     | 12 апреля 2003 года  | Любимая актриса                                | Кирстен Данст                                                                  | Номинация |
| MTV Movie Awards        | 31 мая 2003 года     | Лучшая женская роль                            | Кирстен Данст                                                                  | Победа    |
| MTV Movie Awards        | 31 мая 2003 года     | Лучший поцелуй                                 | Тоби Магуайр и Кирстен Данст                                                   | Победа    |
| MTV Movie Awards        | 31 мая 2003 года     | Лучшая мужская роль                            | Тоби Магуайр                                                                   | Номинация |
| MTV Movie Awards        | 31 мая 2003 года     | Фильм года                                     | «Человек-паук»                                                                 | Номинация |
| MTV Movie Awards        | 31 мая 2003 года     | Лучший злодей                                  | Уиллем Дефо                                                                    | Номинация |
| People’s Choice Awards  | 12 января 2003 года  | Любимый фильм                                  | «Человек-паук»                                                                 | Номинация |
| Спутник                 | 12 января 2003 года  | Лучший монтаж                                  | Эрик Замбраннен                                                                | Номинация |
| Спутник                 | 12 января 2003 года  | Лучшие визуальные эффекты                      | Джон Дайкстра                                                                  | Номинация |
| Сатурн                  | 18 мая 2003 года     | Лучший фэнтезийный фильм                       | «Человек-паук»                                                                 | Номинация |
| Сатурн                  | 18 мая 2003 года     | Лучший актёр                                   | Тоби Магуайр                                                                   | Номинация |
| Сатурн                  | 18 мая 2003 года     | Лучшая актриса                                 | Кирстен Данст                                                                  | Номинация |
| Сатурн                  | 18 мая 2003 года     | Лучший режиссёр                                | Сэм Рэйми                                                                      | Номинация |
| Сатурн                  | 18 мая 2003 года     | Лучшая музыка                                  | Дэнни Эльфман                                                                  | Победа    |
| Сатурн                  | 18 мая 2003 года     | Лучшие спецэффекты                             | Джон Дайкстра, Скотт Стокдик, Энтони ЛаМолинара и Джон Фрэзиер                 | Номинация |
| Teen Choice Awards      | 19 августа 2008 года | Лучший фильм: драма / приключенческий боевик   | «Человек-паук»                                                                 | Победа    |
| Teen Choice Awards      | 19 августа 2008 года | Лучший актёр: драма / приключенческий боевик   | Тоби Магуайр                                                                   | Победа    |
| Teen Choice Awards      | 19 августа 2008 года | Лучшая актриса: драма / приключенческий боевик | Кирстен Данст                                                                  | Номинация |
| Teen Choice Awards      | 19 августа 2008 года | Лучший подонок                                 | Уиллем Дефо                                                                    | Номинация |
| Teen Choice Awards      | 19 августа 2008 года | Лучший поцелуй                                 | Тоби Магуайр и Кирстен Данст                                                   | Победа    |
| Teen Choice Awards      | 19 августа 2008 года | Лучший гнев                                    | Уиллем Дефо                                                                    | Номинация |
| World Soundtrack Awards | 19 октября 2002 года | Лучшее оркестровый саундтрек года              | Дэнни Эльфман                                                                  | Номинация |
| Таурус                  | 1 июня 2003 года     | Лучший бой                                     | Крис Дэниелс, Зак Хадсон, Ким Кахана-младший, Джонни Нгуен и Марк Аарон Вагнер | Номинация |
| Молодой актёр           | 29 марта 2003 года   | Лучший семейный фэнтезийный фильм              | «Человек-паук»                                                                 | Номинация |

## Человек-паук 2 (2004)

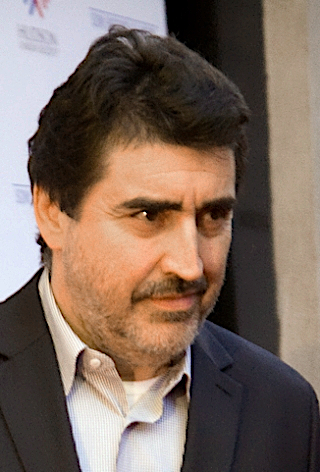
Альфред Молина получил шесть номинаций за роль Доктора Осьминога

Американская премьера «Человека-паука 2» состоялась 30 июня 2004 года. По сюжету, Питер Паркер пытается найти баланс между жизнью простого человека и деятельностью супергероя Человека-паука. Также ему предстоит остановить Доктора Осьминога (Альфред Молина), учёного, который сошёл с ума в результате неудачного эксперимента. За первую неделю проката «Человек-паук 2» заработал $ 88 млн в 4152 кинотеатрах и не смог повторить успех первой части. Тем не менее, сиквел установил несколько рекордов по части кассовых сборов, включая рекорд за самый прибыльный премьерный день, который ранее принадлежал первому «Человеку-пауку». Итоговые сборы сиквела составили $ 783 млн, что делает его наименее прибыльным фильмом трилогии Рэйми. В то же время, «Человек-паук 2» считается лучшей частью этой киносерии. Критики отметили повышение качества юмора и экшна, а сам фильм называли «удивительно хорошим» для своего жанра. IGN похвалил «Человека-паука 2» за «более плавную сюжетную линию, большую эмоциональную глубину и менее нелепого суперзлодея», чем в первом фильме; по мнению рецензента портала, фильм вобрал в себя лучшие элементы комиксов о персонаже. И IGN и Time поместили «Человека-паука 2» на 3-е место в своих списках «лучших супергеройских фильмов всех времён».
Из трёх номинаций на премию «Оскар» «Человек-паук 2» получил награду за «лучшие визуальные эффекты». На 58-й церемонии вручения кинопремии BAFTA фильм оценивался в номинациях «лучший звук» и «лучшие визуальные эффекты». По результатам голосования зрителей, фильм вошёл в число 10 самых кассовых хитов Великобритании, участвующих в номинации «Оранжевый фильм года». Он стал «лучшим популярным фильмом» по версии Ассоциации кинокритиков, а Американский институт киноискусства назвал его одним из лучших фильмов 2004 года. «Человек-паук 2» одержал победу в четырёх из восьми номинаций на премию «Сатурн». Магуайр и Рэйми получили награды за «лучшую мужскую роль» и «лучшую режиссуру», а сама картина была названа «лучшим фэнтезийным фильмом». Среди других номинаций на премию «Сатурн» были: «лучший сценарист», «лучший актёр второго плана» (Молина) и «лучшая музыка». В 2005 году Молина получил ещё одну номинацию, на премию MTV как «лучший кинозлодей» за роль Доктора Осьминога. Кроме того, MTV выдвинула «Человека-паука 2» в номинации «лучший фильм года». В том же году Лондонский кружок кинокритиков номинировал Молину как «лучшего актёра второго плана». Во время 10-й церемонии вручения премии Empire Рэйми получил вторую награду за работу над «Человеком-пауком 2». Работа каскадёров была отмечена двумя номинациями на премию Таурус, а Общество специалистов по визуальным эффектам оценило фильм в шести категориях.
| Награда                                             | Дата                  | Категория                                                                                  | Номинант | Результат |
| --------------------------------------------------- | --------------------- | ------------------------------------------------------------------------------------------ | --- | --------- |
| Оскар                                               | 27 февраля 2005 года  | Лучший монтаж звука                                                                        | Пол Н.Дж. Оттоссон | Номинация |
| Оскар                                               | 27 февраля 2005 года  | Лучший звук                                                                                | Кевин О’Коннелл, Грег П. Рассел, Джеффри Дж. Хабуш и Джозеф Гейзингер                                                       | Номинация |
| Оскар                                               | 27 февраля 2005 года  | Лучшие визуальные эффекты                                                                  | Джон Дайкстра, Скотт Стокдик, Энтони ЛаМолинара и Джон Фрейзер                                                              | Победа    |
| Премия Американского института киноискусства        | 2005                  | Фильм года                                                                                 | «Человек-паук 2» | Победа    |
| BMI Film and TV Awards                              | 18 мая 2005 года      | Премия BMI Film Music                                                                      | Дэнни Эльфман | Победа    |
| Премия Британской Академии в области кино           | 12 февраля 2005 года  | Лучшее достижение в области специальных визуальных эффектов                                | Джон Дайкстра, Скотт Стокдик, Энтони ЛаМолинара и Джон Фрейзер                                                              | Номинация |
| Премия Британской Академии в области кино           | 12 февраля 2005 года  | Премия BAFTA за лучший звук                                                                | Пол Н.Дж. Оттоссон, Кевин О’Коннелл, Грег П. Рассел и Джеффри Дж. Хабуш                                                     | Номинация |
| Выбор критиков                                      | 10 января 2005 года   | Лучший семейный фильм                                                                      | «Человек-паук 2» | Номинация |
| Выбор критиков                                      | 10 января 2005 года   | Лучший популярный фильм                                                                    | «Человек-паук 2» | Победа    |
| Премия общества Cinema Audio                        | 19 февраля 2005 года  | Выдающиеся достижения в монтаже звука для кинофильмов                                      | Джозеф Гейзингер, Кевин О’Коннелл, Грег П. Рассел и Джеффри Дж. Хабуш                                                       | Номинация |
| Империя                                             | 13 марта 2005 года    | Лучший фильм                                                                               | «Человек-паук 2» | Номинация |
| Империя                                             | 13 марта 2005 года    | Лучший актёр                                                                               | Тоби Магуайр | Номинация |
| Империя                                             | 13 марта 2005 года    | Лучшая актриса                                                                             | Кирстен Данст | Номинация |
| Империя                                             | 13 марта 2005 года    | Сцена года Sony Ericsson                                                                   | «Человек-паук 2» | Номинация |
| Империя                                             | 13 марта 2005 года    | Лучший режиссёр                                                                            | Сэм Рэйми | Победа    |
| Золотой трейлер                                     | 25 мая 2004 года      | Летний блокбастер 2004 года                                                                | «Человек-паук 2» | Номинация |
| Золотой трейлер                                     | 25 мая 2004 года      | Лучшее из шоу                                                                              | «Человек-паук 2» | Номинация |
| Хьюго                                               | 7 августа 2005 года   | Лучшая драма                                                                               | «Человек-паук 2» | Номинация |
| Премия Лондонского кружка кинокритиков              | 9 февраля 2005 года   | Британский актёр второго плана                                                             | Альфред Молина | Номинация |
| Кинонаграды MTV                                     | 4 июня 2005 года      | Лучший экшн                                                                                | «Человек-паук 2» | Номинация |
| Кинонаграды MTV                                     | 4 июня 2005 года      | Лучший фильм                                                                               | «Человек-паук 2» | Номинация |
| Кинонаграды MTV                                     | 4 июня 2005 года      | Лучший злодей                                                                              | Альфред Молина | Номинация |
| Приз зрительских симпатий                           | 9 января 2005 года    | Любимый кинофильм                                                                          | «Человек-паук 2» | Номинация |
| Приз зрительских симпатий                           | 9 января 2005 года    | Лучший экранный дуэт                                                                       | Кирстен Данст и Тоби Магуайр                                                                                                | Номинация |
| Приз зрительских симпатий                           | 9 января 2005 года    | Любимый сиквел                                                                             | «Человек-паук 2» | Номинация |
| Спутник                                             | 17 декабря 2005 года  | Лучший актёр второго плана в жанре драма                                                   | Альфред Молина | Номинация |
| Спутник                                             | 17 декабря 2005 года  | Лучшая операторская работа                                                                 | Билл Поуп и Анетт Хеллмигк                                                                                                  | Номинация |
| Спутник                                             | 17 декабря 2005 года  | Лучший монтаж фильма                                                                       | Боб Муравски | Номинация |
| Спутник                                             | 17 декабря 2005 года  | Лучшая музыка                                                                              | Дэнни Эльфман | Номинация |
| Спутник                                             | 17 декабря 2005 года  | Лучший звук (монтаж и сведение)                                                            | Кевин О’Коннелл, Грег П. Рассел, Джеффри Дж. Хабуш, Джозеф Гейзингер, Пол Н.Дж. Оттоссон и Сьюзан Дудек                     | Номинация |
| Спутник                                             | 17 декабря 2005 года  | Лучшие визуальные эффекты                                                                  | Джон Дайкстра, Скотт Стокдик, Энтони ЛаМолинара и Джон Фрейзер                                                              | Номинация |
| Сатурн                                              | 3 мая 2005 года       | Лучший фантастический фильм                                                                | «Человек-паук 2» | Победа    |
| Сатурн                                              | 3 мая 2005 года       | Лучший актёр                                                                               | Тоби Магуайр | Победа    |
| Сатурн                                              | 3 мая 2005 года       | Лучший актёр второго плана                                                                 | Альфред Молина | Номинация |
| Сатурн                                              | 3 мая 2005 года       | Лучший режиссёр                                                                            | Сэм Рэйми | Победа    |
| Сатурн                                              | 3 мая 2005 года       | Лучший сценарист                                                                           | Элвин Сарджент | Победа    |
| Сатурн                                              | 3 мая 2005 года       | Лучшая музыка                                                                              | Дэнни Эльфман | Номинация |
| Сатурн                                              | 3 мая 2005 года       | Лучшие спецэффекты                                                                         | Джон Дайкстра, Скотт Стокдик, Энтони ЛаМолинара и Джон Фрейзер                                                              | Победа    |
| Сатурн                                              | 3 мая 2005 года       | Лучший DVD-релиз                                                                           | «Человек-паук 2» | Победа    |
| Премия Общества специалистов по визуальным эффектам | 16 февраля 2005 года  | Лучший визуальный эффект года                                                              | Джон Дайкстра, Лидия Боттегони, Дэн Абрамс и Джон Монос                                                                     | Номинация |
| Премия Общества специалистов по визуальным эффектам | 16 февраля 2005 года  | Выдающаяся композиция в кинофильме                                                         | Колин Дробнис, Грег Дерочи, Блейн Кеннисон и Кен Лэм                                                                        | Победа    |
| Премия Общества специалистов по визуальным эффектам | 16 февраля 2005 года  | Выдающаяся созданная среда в кинофильме                                                    | Дэн Абрамс, Дэвид Эмери, Эндрю Наврот и Джон Харт                                                                           | Победа    |
| Премия Общества специалистов по визуальным эффектам | 16 февраля 2005 года  | Выдающаяся игра актёра или актрисы в фильме с визуальными эффектами                        | Альфред Молина | Победа    |
| Премия Общества специалистов по визуальным эффектам | 16 февраля 2005 года  | Выдающиеся визуальные эффекты в кинофильме                                                 | Джон Фрейзер, Джеймс Д. Швальм, Джеймс Нэгл и Дэвид Амборн                                                                  | Номинация |
| Премия Общества специалистов по визуальным эффектам | 16 февраля 2005 года  | Выдающиеся визуальные эффекты в кинофильме, создававшемся на основе на визуальных эффектов | Джон Дайкстра, Лидия Боттегони, Энтони ЛаМолинара и Скотт Стокдик                                                           | Номинация |
| World Stunt Awards                                  | 25 сентября 2005 года | Лучшая работа каскадёра                                                                    | Крис Дэниелс и Майкл Хаггинс                                                                                                | Победа    |
| World Stunt Awards                                  | 25 сентября 2005 года | Лучший специальный трюк                                                                    | Тим Стормс, Гаррет Уоррен, Сьюзи Парк, Патриция М. Питерс, Норб Филлипс, Лиза Хойл, Кевин Л. Джексон и Клэй Донахью Фонтено | Номинация |
| World Stunt Awards                                  | 25 сентября 2005 года | Лучшая работа с транспортным средством                                                     | Тэд Гриффит, Ричард Бёрден, Скотт Роджерс, Дэррин Прескотт и Марк Норби                                                     | Номинация |

## Человек-паук 3: Враг в отражении (2007)

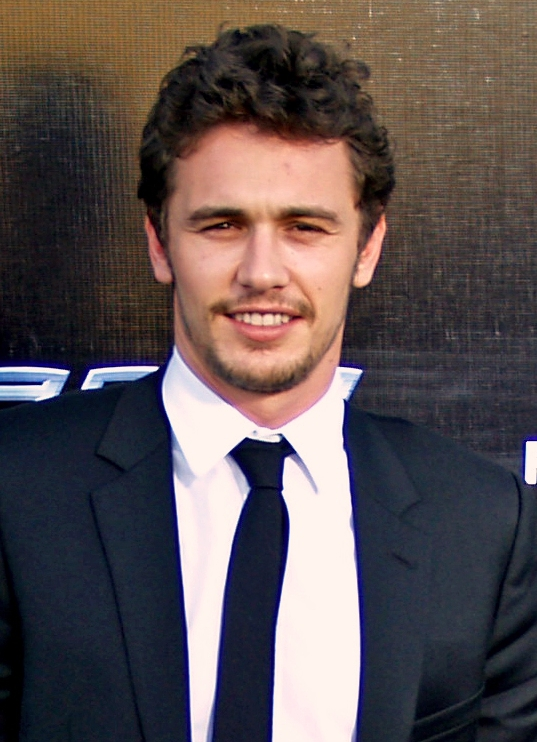
Джеймс Франко был номинирован на премии MTV, «Сатурн» и Teen Choice за роль Гарри Озборна

Широкий прокат фильма «Человек-паук 3: Враг в отражении» в США начался 4 мая 2007 года. После событий предыдущей части Питер Паркер наконец добивается всеобщей любви и признания жителей Нью-Йорка, которые восхваляют своего супергероя Человека-паука. Жизнь Питера осложняется появлением инопланетного симбиота; что берёт под контроль его тело и изменяет личность в худшую сторону. В дальнейшем Паркер противостоит фотографу-конкуренту, ставшему новым хозяином симбиота Эдди Броку (Тофер Грейс) и Песочному человеку (Томас Хейден Чёрч). Критики назвали третью часть самым слабым фильмом трилогии, ссылаясь на большое количество злодеев, любовную линию и провисающий сюжет. Тем не менее, «Человек-Паук 3» превзошёл предыдущие картины серии по кассовым сборам, заработав $ 151 млн на территории 4250 кинотеатров США.
Фильм получил по одной номинации на премии «BAFTA» и «Энни» — в первом случае за «лучшие анимационные эффекты», а во втором за «лучшие специальные визуальные эффекты». «Человек-паук 3» проиграл во всех четырёх номинациях на премию Общества визуальных эффектов. И Данст и Магуайр получили Национальную кинопремию за исполнение ролей Мэри Джейн Уотсон и Питера Паркера. Также Nickelodeon номинировал Данст на премию Kids’ Choice в категории «любимая актриса». Организаторы вручения награды Teen Choice отметили фильм в семи номинациях, в том числе: «лучший злодей» (Грейс), «лучший танец» (Магуайр) и «лучший поцелуй в кино» (Данст и Магуайр).
| Награда                                             | Дата                  | Категория                                                                                  | Номинант                                                                 | Результат |
| --------------------------------------------------- | --------------------- | ------------------------------------------------------------------------------------------ | ------------------------------------------------------------------------ | --------- |
| Премия «Энни»                                       | 8 февраля 2008 года   | Лучшие анимационные эффекты                                                                | Райан Лэйни                                                              | Номинация |
| BAFTA                                               | 10 февраля 2008 года  | Лучшие визуальные эффекты                                                                  | Скотт Стокдик, Питер Нофз, Ки-Сук Кэн Хан и Спенсер Кук                  | Номинация |
| Kids’ Choice Awards                                 | 29 марта 2008 года    | Любимая киноактриса                                                                        | Кирстен Данст                                                            | Номинация |
| Золотой трейлер                                     | 31 мая 2007 года      | Лучший летний блокбастер                                                                   | «Человек-паук 3: Враг в отражении»                                       | Победа    |
| Кинопремия MTV                                      | 1 июня 2008 года      | Лучший бой                                                                                 | Джеймс Франко и Тоби Магуайр                                             | Номинация |
| Кинопремия MTV                                      | 1 июня 2008 года      | Лучший злодей                                                                              | Тофер Грейс                                                              | Номинация |
| Национальная кинопремия                             | 27 сентября 2007 года | Лучший семейный фильм                                                                      | «Человек-паук 3: Враг в отражении»                                       | Номинация |
| Национальная кинопремия                             | 27 сентября 2007 года | Лучшая актриса                                                                             | Кирстен Данст                                                            | Номинация |
| Национальная кинопремия                             | 27 сентября 2007 года | Лучший актёр                                                                               | Тоби Магуайр                                                             | Номинация |
| People’s Choice Awards                              | 8 января 2008 года    | Лучшая экранная химия                                                                      | Тоби Магуайр и Кирстен Данст                                             | Номинация |
| People’s Choice Awards                              | 8 января 2008 года    | Лучший триквел                                                                             | «Человек-паук»                                                           | Номинация |
| Премия «Сатурн»                                     | 24 июня 2008 года     | Лучший режиссёр                                                                            | Сэм Рэйми                                                                | Номинация |
| Премия «Сатурн»                                     | 24 июня 2008 года     | Лучший фэнтезийный фильм                                                                   | «Человек-паук 3: Враг в отражении»                                       | Номинация |
| Премия «Сатурн»                                     | 24 июня 2008 года     | Лучшие визуальные эффекты                                                                  | Скотт Стокдик, Питер Нофз, Спенсер Кук и Джон Фрэзиер                    | Номинация |
| Премия «Сатурн»                                     | 24 июня 2008 года     | Лучший актёр второго плана                                                                 | Джеймс Франко                                                            | Номинация |
| Teen Choice Awards                                  | 26 августа 2007 года  | Лучший актёр экшна                                                                         | Тоби Магуайр                                                             | Номинация |
| Teen Choice Awards                                  | 26 августа 2007 года  | Лучшая актриса экшна                                                                       | Кирстен Данст                                                            | Номинация |
| Teen Choice Awards                                  | 26 августа 2007 года  | Лучший экшн                                                                                | «Человек-паук 3: Враг в отражении»                                       | Номинация |
| Teen Choice Awards                                  | 26 августа 2007 года  | Лучший танец в кино                                                                        | Тоби Магуайр                                                             | Номинация |
| Teen Choice Awards                                  | 26 августа 2007 года  | Лучший поцелуй в кино                                                                      | Тоби Магуайр и Кирстен Данст                                             | Номинация |
| Teen Choice Awards                                  | 26 августа 2007 года  | Лучшая драка в кино                                                                        | Тоби Магуайр и Джеймс Франко против Тофера Грейса и Томаса Хейдена Чёрча | Номинация |
| Teen Choice Awards                                  | 26 августа 2007 года  | Лучший кинозлодей                                                                          | Тофер Грейс                                                              | Номинация |
| Премия Общества специалистов по визуальным эффектам | 10 февраля 2008 года  | Лучший визуальный эффект года                                                              | Скотт Стокдик, Тэрри Клотио, Спенсер Кук и Дуглас Блум                   | Номинация |
| Премия Общества специалистов по визуальным эффектам | 10 февраля 2008 года  | Выдающийся анимационный персонаж в кинофильме с живыми актёрами                            | Крис Ю. Янг, Бернд Ангерер, Доминик Сесер и Рэмингтон Скотт              | Номинация |
| Премия Общества специалистов по визуальным эффектам | 10 февраля 2008 года  | Выдающиеся модели или миниатюры в кино                                                     | Ян Хантер, Скотт Беверли, Форест П. Фишер и Рэй Мур                      | Номинация |
| Премия Общества специалистов по визуальным эффектам | 10 февраля 2008 года  | Выдающиеся визуальные эффекты в кинофильме, создававшемся на основе на визуальных эффектов | Скотт Стокдик, Тэрри Клотио, Питер Нофз и Спенсер Кук                    | Номинация |